# Filip Hristić
Filip Hristić, in serbo Филип Христић (Belgrado, 27 marzo 1819 – Mentone, 29 gennaio 1905), è stato un politico e diplomatico serbo, Rappresentante del Principe – ovvero primo ministro del Principato di Serbia dall'8 novembre 1860 al 21 ottobre 1861.

## Biografia
Dopo aver perso il padre in giovane età viene adottato dal metropolita Melentije Pavlović che gli permette di continuare gli studi prima a Belgrado (dove frequenta i figli del principe Miloš, Milan e Mihailo) e successivamente a Vienna e alla Sorbona dove si laurea in giurisprudenza.
Dopo gli studi all'estero Hristić entra nella pubblica amministrazione serva, lavorando nella commissione per il Danubio. Dopo il ritorno al potere del principe Miloš Obrenović, diventa suo segretario personale (dal 1858 al 1860) e poi primo ministro e Ministro degli Esteri.

## La carriera diplomatica
Nel gennaio 1863, a seguito delle crescenti tensioni tra la Serbia e l'Impero ottomano, Hristić e la principessa Julia vengono inviati a Londra per ottenere il sostegno dell'Impero britannico ma Lord Palmerston avvertì che il governo di Sua Maestà non avrebbe permesso alla Serbia di scatenare una guerra contro la Sublime Porta.
In seguito, nel 1871 Hristić viene nominato ambasciatore a Costantinopoli, carica che ricopre fino al 1873.
Nel 1875 viene inviato in Montenegro dove negozia con il principe Nicola I un accordo di cooperazione in caso di guerra con l'Impero ottomano.
Dopo la fine della guerra serbo-turca del 1877 ricopre l'incarico di delegato per la conclusione dell'accordo di pace che porterà all'indipendenza della Serbia, riconosciuta internazionalmente dal Congresso di Berlino del 1878.